# Батмоноштор
Батмоноштор (мађ. Bátmonostor) је село у Мађарској, јужном делу државе. Село управо припада Бајском срезу Бач-Кишкунске жупаније, са седиштем у Кечкемету.

## Природне одлике
Насеље Батмоноштор налази у крајње јужном делу Мађарске, близу државне границе са Србијом. Најближи већи град је Баја.
Историјски гледано, село припада крајње северном делу Бачке, који је остало у оквирима Мађарске (тзв. „Бајски троугао”). Подручје око насеља је равничарско (Панонска низија), приближне надморске висине око 90 m. Западно од насеља протиче Дунав, који у овом делу прави простране мочваре Карапанџа.

## Срби у месту
Као пренумеранти једне српске књиге јављају се 1824. године православни житељи Моноштора: поп Ефтимије Гојковић парох и Јован Илић учитељ. Свештеник Гојковић је 1826. године у статусу администратора те парохије.

## Становништво
Према подацима из 2013. године Батмоноштор је имао 1.519 становника. Последњих година број становника опада.
Претежно становништво у насељу су Мађари римокатоличке вероисповести.